# 温纳支郢成
温纳支郢成，北宋邈川（今青海乐都）吐蕃大首领，温逋奇之孙。
温纳支郢成父亲一声金龙死后，继任为部落首领，统率部众，邈川一带部落多归附。统二十八族，有兵六万余人。辖地西接董毡，南距黄河勺家族，东界咱家族，北邻西夏。与董毡有世仇，故为西夏、北宋所重视。宋神宗熙宁六年（1073年），宋军进攻熙河时，恐宋军继续向湟水流域推进，占领其族部，派首领华儿河笃等四十三人向宋朝请命，请授官爵，获准，宋朝授任庄宅副使充邈川一带部都巡检使。元丰三年（1080年），受宋封为会州团练使。后以其叔温溪心的势力渐强，他在邈川吐蕃中的地位削弱。